# عنان بن مغامس
زين الدين أبو لجام عنان بن مغامس بن رميثة بن أبي نمي الحسني كان شريفًا (أميرًا) لمكة مرتين. تُوفي بمصر في ربيع الأول من سنة 805 هـ (الموافق 1402م). وكان ابن عمه علي بن مبارك أميرًا مشاركًا له على مكة في إحدى فترتي حكمه، وفي الأخرى عقيل بن مبارك.

## ملحوظات
1. ↑  مذكور في: الأعلام (دار العلم للملايين، 2002م). المُجلَّد: 5. الصفحة: 90. الناشر: دار العلم للملايين. لغة العمل أو لغة الاسم: العربية. تاريخ النشر: 2002. المُؤَلِّف: خير الدين الزركلي.
2. ↑  Ibn Fahd 1988، صفحات 200–201.
3. ↑  Ibn Fahd 1988، صفحة 214.